# يانا كراسنيكوفا
يانا كراسنيكوفا (الأوكرانية:Яна Краснікова; ولدت في عام 1998) عارضة أزياء أوكرانية وحاملة لقب ملكة جمال بعدما توجت بمسابقة ملكة جمال كون أوكرانيا 2017، وسوف تمثل أوكرانيا في مسابقة ملكة جمال الكون 2017.

## روابط خارجية
- ملكة جمال الكون الأوكراني
- يانا كراسنيكوفا على إنستغرام